# 长坝镇 (康县)
长坝镇，是中华人民共和国甘肃省陇南市康县下辖的一个乡镇级行政单位。

## 行政区划
长坝镇下辖以下地区：
社区、刘家沟村、山根村、付坝村、吴坝村、段庄村、李庄村、大山村、长坝村、花桥村、赵沟村、范寺村、老庄村、田坝村、高石村、王马村、杨山村、白杨树坝村和大沟村。